# Holländskt parti
Den här artikeln använder algebraisk schacknotation för att beskriva schackdragen.
Holländskt parti är en schacköppning som utmärks av inledningsdragen:
1. d4 f5
Namnet kommer av en holländsk schackbok från 1789 som rekommenderar ...f5 som svarts bästa svar på vits 1.d4. 
Öppningen betraktas som något osund på högsta nivå, och har egentligen aldrig varit riktigt populär, även om förre världsmästaren Michail Botvinnik spelade den ett par gånger. Nackdelen är att svart komprometterar sin ställning på ett tidigt stadium genom att öppna sin kungsflygel vilket kan anses som positionellt tveksamt. 
Svarts mål med ...f5, och det vanligen följande ...Sf6, är att hindra vit från att spela e4. Vit brukar fianchettera sin vitfältslöpare till g2 och sen spela antingen d5 eller e4. Om svart spelar både ...f5 och ...d5 (stonewallvarianten) ger det spelet en annorlunda karaktär och är det svårt för vit att genomföra e4, men svart får en svaghet på fältet e5.
Svart spelar vanligen på kungsflygeln, ibland genom att föra över damen dit och avancera med bönderna. Vit spelar oftast på damflygeln och i centrum.

## Varianter
Vit brukar oftast utveckla sin löpare till g2. Svart kan antingen spela ...g6 och ...Lg7 (Leningradvarianten) eller ...e6, ...Le7 och ...d6 (klassiska varianten). Han kan också välja stonewallvarianten med ...d5.

### Leningradvarianten
|   | a | b | c | d | e | f | g | h |   |
| 8 | a8 svart torn · b8 svart springare · c8 svart löpare · d8 svart drottning · f8 svart torn · g8 svart kung · a7 svart bonde · b7 svart bonde · c7 svart bonde · e7 svart bonde · g7 svart löpare · h7 svart bonde · d6 svart bonde · f6 svart springare · g6 svart bonde · f5 svart bonde · c4 vit bonde · d4 vit bonde · f3 vit springare · g3 vit bonde · a2 vit bonde · b2 vit bonde · e2 vit bonde · f2 vit bonde · g2 vit löpare · h2 vit bonde · a1 vit torn · b1 vit springare · c1 vit löpare · d1 vit drottning · f1 vit torn · g1 vit kung | a8 svart torn · b8 svart springare · c8 svart löpare · d8 svart drottning · f8 svart torn · g8 svart kung · a7 svart bonde · b7 svart bonde · c7 svart bonde · e7 svart bonde · g7 svart löpare · h7 svart bonde · d6 svart bonde · f6 svart springare · g6 svart bonde · f5 svart bonde · c4 vit bonde · d4 vit bonde · f3 vit springare · g3 vit bonde · a2 vit bonde · b2 vit bonde · e2 vit bonde · f2 vit bonde · g2 vit löpare · h2 vit bonde · a1 vit torn · b1 vit springare · c1 vit löpare · d1 vit drottning · f1 vit torn · g1 vit kung | a8 svart torn · b8 svart springare · c8 svart löpare · d8 svart drottning · f8 svart torn · g8 svart kung · a7 svart bonde · b7 svart bonde · c7 svart bonde · e7 svart bonde · g7 svart löpare · h7 svart bonde · d6 svart bonde · f6 svart springare · g6 svart bonde · f5 svart bonde · c4 vit bonde · d4 vit bonde · f3 vit springare · g3 vit bonde · a2 vit bonde · b2 vit bonde · e2 vit bonde · f2 vit bonde · g2 vit löpare · h2 vit bonde · a1 vit torn · b1 vit springare · c1 vit löpare · d1 vit drottning · f1 vit torn · g1 vit kung | a8 svart torn · b8 svart springare · c8 svart löpare · d8 svart drottning · f8 svart torn · g8 svart kung · a7 svart bonde · b7 svart bonde · c7 svart bonde · e7 svart bonde · g7 svart löpare · h7 svart bonde · d6 svart bonde · f6 svart springare · g6 svart bonde · f5 svart bonde · c4 vit bonde · d4 vit bonde · f3 vit springare · g3 vit bonde · a2 vit bonde · b2 vit bonde · e2 vit bonde · f2 vit bonde · g2 vit löpare · h2 vit bonde · a1 vit torn · b1 vit springare · c1 vit löpare · d1 vit drottning · f1 vit torn · g1 vit kung | a8 svart torn · b8 svart springare · c8 svart löpare · d8 svart drottning · f8 svart torn · g8 svart kung · a7 svart bonde · b7 svart bonde · c7 svart bonde · e7 svart bonde · g7 svart löpare · h7 svart bonde · d6 svart bonde · f6 svart springare · g6 svart bonde · f5 svart bonde · c4 vit bonde · d4 vit bonde · f3 vit springare · g3 vit bonde · a2 vit bonde · b2 vit bonde · e2 vit bonde · f2 vit bonde · g2 vit löpare · h2 vit bonde · a1 vit torn · b1 vit springare · c1 vit löpare · d1 vit drottning · f1 vit torn · g1 vit kung | a8 svart torn · b8 svart springare · c8 svart löpare · d8 svart drottning · f8 svart torn · g8 svart kung · a7 svart bonde · b7 svart bonde · c7 svart bonde · e7 svart bonde · g7 svart löpare · h7 svart bonde · d6 svart bonde · f6 svart springare · g6 svart bonde · f5 svart bonde · c4 vit bonde · d4 vit bonde · f3 vit springare · g3 vit bonde · a2 vit bonde · b2 vit bonde · e2 vit bonde · f2 vit bonde · g2 vit löpare · h2 vit bonde · a1 vit torn · b1 vit springare · c1 vit löpare · d1 vit drottning · f1 vit torn · g1 vit kung | a8 svart torn · b8 svart springare · c8 svart löpare · d8 svart drottning · f8 svart torn · g8 svart kung · a7 svart bonde · b7 svart bonde · c7 svart bonde · e7 svart bonde · g7 svart löpare · h7 svart bonde · d6 svart bonde · f6 svart springare · g6 svart bonde · f5 svart bonde · c4 vit bonde · d4 vit bonde · f3 vit springare · g3 vit bonde · a2 vit bonde · b2 vit bonde · e2 vit bonde · f2 vit bonde · g2 vit löpare · h2 vit bonde · a1 vit torn · b1 vit springare · c1 vit löpare · d1 vit drottning · f1 vit torn · g1 vit kung | a8 svart torn · b8 svart springare · c8 svart löpare · d8 svart drottning · f8 svart torn · g8 svart kung · a7 svart bonde · b7 svart bonde · c7 svart bonde · e7 svart bonde · g7 svart löpare · h7 svart bonde · d6 svart bonde · f6 svart springare · g6 svart bonde · f5 svart bonde · c4 vit bonde · d4 vit bonde · f3 vit springare · g3 vit bonde · a2 vit bonde · b2 vit bonde · e2 vit bonde · f2 vit bonde · g2 vit löpare · h2 vit bonde · a1 vit torn · b1 vit springare · c1 vit löpare · d1 vit drottning · f1 vit torn · g1 vit kung | 8 |
| 7 | a8 svart torn · b8 svart springare · c8 svart löpare · d8 svart drottning · f8 svart torn · g8 svart kung · a7 svart bonde · b7 svart bonde · c7 svart bonde · e7 svart bonde · g7 svart löpare · h7 svart bonde · d6 svart bonde · f6 svart springare · g6 svart bonde · f5 svart bonde · c4 vit bonde · d4 vit bonde · f3 vit springare · g3 vit bonde · a2 vit bonde · b2 vit bonde · e2 vit bonde · f2 vit bonde · g2 vit löpare · h2 vit bonde · a1 vit torn · b1 vit springare · c1 vit löpare · d1 vit drottning · f1 vit torn · g1 vit kung | a8 svart torn · b8 svart springare · c8 svart löpare · d8 svart drottning · f8 svart torn · g8 svart kung · a7 svart bonde · b7 svart bonde · c7 svart bonde · e7 svart bonde · g7 svart löpare · h7 svart bonde · d6 svart bonde · f6 svart springare · g6 svart bonde · f5 svart bonde · c4 vit bonde · d4 vit bonde · f3 vit springare · g3 vit bonde · a2 vit bonde · b2 vit bonde · e2 vit bonde · f2 vit bonde · g2 vit löpare · h2 vit bonde · a1 vit torn · b1 vit springare · c1 vit löpare · d1 vit drottning · f1 vit torn · g1 vit kung | a8 svart torn · b8 svart springare · c8 svart löpare · d8 svart drottning · f8 svart torn · g8 svart kung · a7 svart bonde · b7 svart bonde · c7 svart bonde · e7 svart bonde · g7 svart löpare · h7 svart bonde · d6 svart bonde · f6 svart springare · g6 svart bonde · f5 svart bonde · c4 vit bonde · d4 vit bonde · f3 vit springare · g3 vit bonde · a2 vit bonde · b2 vit bonde · e2 vit bonde · f2 vit bonde · g2 vit löpare · h2 vit bonde · a1 vit torn · b1 vit springare · c1 vit löpare · d1 vit drottning · f1 vit torn · g1 vit kung | a8 svart torn · b8 svart springare · c8 svart löpare · d8 svart drottning · f8 svart torn · g8 svart kung · a7 svart bonde · b7 svart bonde · c7 svart bonde · e7 svart bonde · g7 svart löpare · h7 svart bonde · d6 svart bonde · f6 svart springare · g6 svart bonde · f5 svart bonde · c4 vit bonde · d4 vit bonde · f3 vit springare · g3 vit bonde · a2 vit bonde · b2 vit bonde · e2 vit bonde · f2 vit bonde · g2 vit löpare · h2 vit bonde · a1 vit torn · b1 vit springare · c1 vit löpare · d1 vit drottning · f1 vit torn · g1 vit kung | a8 svart torn · b8 svart springare · c8 svart löpare · d8 svart drottning · f8 svart torn · g8 svart kung · a7 svart bonde · b7 svart bonde · c7 svart bonde · e7 svart bonde · g7 svart löpare · h7 svart bonde · d6 svart bonde · f6 svart springare · g6 svart bonde · f5 svart bonde · c4 vit bonde · d4 vit bonde · f3 vit springare · g3 vit bonde · a2 vit bonde · b2 vit bonde · e2 vit bonde · f2 vit bonde · g2 vit löpare · h2 vit bonde · a1 vit torn · b1 vit springare · c1 vit löpare · d1 vit drottning · f1 vit torn · g1 vit kung | a8 svart torn · b8 svart springare · c8 svart löpare · d8 svart drottning · f8 svart torn · g8 svart kung · a7 svart bonde · b7 svart bonde · c7 svart bonde · e7 svart bonde · g7 svart löpare · h7 svart bonde · d6 svart bonde · f6 svart springare · g6 svart bonde · f5 svart bonde · c4 vit bonde · d4 vit bonde · f3 vit springare · g3 vit bonde · a2 vit bonde · b2 vit bonde · e2 vit bonde · f2 vit bonde · g2 vit löpare · h2 vit bonde · a1 vit torn · b1 vit springare · c1 vit löpare · d1 vit drottning · f1 vit torn · g1 vit kung | a8 svart torn · b8 svart springare · c8 svart löpare · d8 svart drottning · f8 svart torn · g8 svart kung · a7 svart bonde · b7 svart bonde · c7 svart bonde · e7 svart bonde · g7 svart löpare · h7 svart bonde · d6 svart bonde · f6 svart springare · g6 svart bonde · f5 svart bonde · c4 vit bonde · d4 vit bonde · f3 vit springare · g3 vit bonde · a2 vit bonde · b2 vit bonde · e2 vit bonde · f2 vit bonde · g2 vit löpare · h2 vit bonde · a1 vit torn · b1 vit springare · c1 vit löpare · d1 vit drottning · f1 vit torn · g1 vit kung | a8 svart torn · b8 svart springare · c8 svart löpare · d8 svart drottning · f8 svart torn · g8 svart kung · a7 svart bonde · b7 svart bonde · c7 svart bonde · e7 svart bonde · g7 svart löpare · h7 svart bonde · d6 svart bonde · f6 svart springare · g6 svart bonde · f5 svart bonde · c4 vit bonde · d4 vit bonde · f3 vit springare · g3 vit bonde · a2 vit bonde · b2 vit bonde · e2 vit bonde · f2 vit bonde · g2 vit löpare · h2 vit bonde · a1 vit torn · b1 vit springare · c1 vit löpare · d1 vit drottning · f1 vit torn · g1 vit kung | 7 |
| 6 | a8 svart torn · b8 svart springare · c8 svart löpare · d8 svart drottning · f8 svart torn · g8 svart kung · a7 svart bonde · b7 svart bonde · c7 svart bonde · e7 svart bonde · g7 svart löpare · h7 svart bonde · d6 svart bonde · f6 svart springare · g6 svart bonde · f5 svart bonde · c4 vit bonde · d4 vit bonde · f3 vit springare · g3 vit bonde · a2 vit bonde · b2 vit bonde · e2 vit bonde · f2 vit bonde · g2 vit löpare · h2 vit bonde · a1 vit torn · b1 vit springare · c1 vit löpare · d1 vit drottning · f1 vit torn · g1 vit kung | a8 svart torn · b8 svart springare · c8 svart löpare · d8 svart drottning · f8 svart torn · g8 svart kung · a7 svart bonde · b7 svart bonde · c7 svart bonde · e7 svart bonde · g7 svart löpare · h7 svart bonde · d6 svart bonde · f6 svart springare · g6 svart bonde · f5 svart bonde · c4 vit bonde · d4 vit bonde · f3 vit springare · g3 vit bonde · a2 vit bonde · b2 vit bonde · e2 vit bonde · f2 vit bonde · g2 vit löpare · h2 vit bonde · a1 vit torn · b1 vit springare · c1 vit löpare · d1 vit drottning · f1 vit torn · g1 vit kung | a8 svart torn · b8 svart springare · c8 svart löpare · d8 svart drottning · f8 svart torn · g8 svart kung · a7 svart bonde · b7 svart bonde · c7 svart bonde · e7 svart bonde · g7 svart löpare · h7 svart bonde · d6 svart bonde · f6 svart springare · g6 svart bonde · f5 svart bonde · c4 vit bonde · d4 vit bonde · f3 vit springare · g3 vit bonde · a2 vit bonde · b2 vit bonde · e2 vit bonde · f2 vit bonde · g2 vit löpare · h2 vit bonde · a1 vit torn · b1 vit springare · c1 vit löpare · d1 vit drottning · f1 vit torn · g1 vit kung | a8 svart torn · b8 svart springare · c8 svart löpare · d8 svart drottning · f8 svart torn · g8 svart kung · a7 svart bonde · b7 svart bonde · c7 svart bonde · e7 svart bonde · g7 svart löpare · h7 svart bonde · d6 svart bonde · f6 svart springare · g6 svart bonde · f5 svart bonde · c4 vit bonde · d4 vit bonde · f3 vit springare · g3 vit bonde · a2 vit bonde · b2 vit bonde · e2 vit bonde · f2 vit bonde · g2 vit löpare · h2 vit bonde · a1 vit torn · b1 vit springare · c1 vit löpare · d1 vit drottning · f1 vit torn · g1 vit kung | a8 svart torn · b8 svart springare · c8 svart löpare · d8 svart drottning · f8 svart torn · g8 svart kung · a7 svart bonde · b7 svart bonde · c7 svart bonde · e7 svart bonde · g7 svart löpare · h7 svart bonde · d6 svart bonde · f6 svart springare · g6 svart bonde · f5 svart bonde · c4 vit bonde · d4 vit bonde · f3 vit springare · g3 vit bonde · a2 vit bonde · b2 vit bonde · e2 vit bonde · f2 vit bonde · g2 vit löpare · h2 vit bonde · a1 vit torn · b1 vit springare · c1 vit löpare · d1 vit drottning · f1 vit torn · g1 vit kung | a8 svart torn · b8 svart springare · c8 svart löpare · d8 svart drottning · f8 svart torn · g8 svart kung · a7 svart bonde · b7 svart bonde · c7 svart bonde · e7 svart bonde · g7 svart löpare · h7 svart bonde · d6 svart bonde · f6 svart springare · g6 svart bonde · f5 svart bonde · c4 vit bonde · d4 vit bonde · f3 vit springare · g3 vit bonde · a2 vit bonde · b2 vit bonde · e2 vit bonde · f2 vit bonde · g2 vit löpare · h2 vit bonde · a1 vit torn · b1 vit springare · c1 vit löpare · d1 vit drottning · f1 vit torn · g1 vit kung | a8 svart torn · b8 svart springare · c8 svart löpare · d8 svart drottning · f8 svart torn · g8 svart kung · a7 svart bonde · b7 svart bonde · c7 svart bonde · e7 svart bonde · g7 svart löpare · h7 svart bonde · d6 svart bonde · f6 svart springare · g6 svart bonde · f5 svart bonde · c4 vit bonde · d4 vit bonde · f3 vit springare · g3 vit bonde · a2 vit bonde · b2 vit bonde · e2 vit bonde · f2 vit bonde · g2 vit löpare · h2 vit bonde · a1 vit torn · b1 vit springare · c1 vit löpare · d1 vit drottning · f1 vit torn · g1 vit kung | a8 svart torn · b8 svart springare · c8 svart löpare · d8 svart drottning · f8 svart torn · g8 svart kung · a7 svart bonde · b7 svart bonde · c7 svart bonde · e7 svart bonde · g7 svart löpare · h7 svart bonde · d6 svart bonde · f6 svart springare · g6 svart bonde · f5 svart bonde · c4 vit bonde · d4 vit bonde · f3 vit springare · g3 vit bonde · a2 vit bonde · b2 vit bonde · e2 vit bonde · f2 vit bonde · g2 vit löpare · h2 vit bonde · a1 vit torn · b1 vit springare · c1 vit löpare · d1 vit drottning · f1 vit torn · g1 vit kung | 6 |
| 5 | a8 svart torn · b8 svart springare · c8 svart löpare · d8 svart drottning · f8 svart torn · g8 svart kung · a7 svart bonde · b7 svart bonde · c7 svart bonde · e7 svart bonde · g7 svart löpare · h7 svart bonde · d6 svart bonde · f6 svart springare · g6 svart bonde · f5 svart bonde · c4 vit bonde · d4 vit bonde · f3 vit springare · g3 vit bonde · a2 vit bonde · b2 vit bonde · e2 vit bonde · f2 vit bonde · g2 vit löpare · h2 vit bonde · a1 vit torn · b1 vit springare · c1 vit löpare · d1 vit drottning · f1 vit torn · g1 vit kung | a8 svart torn · b8 svart springare · c8 svart löpare · d8 svart drottning · f8 svart torn · g8 svart kung · a7 svart bonde · b7 svart bonde · c7 svart bonde · e7 svart bonde · g7 svart löpare · h7 svart bonde · d6 svart bonde · f6 svart springare · g6 svart bonde · f5 svart bonde · c4 vit bonde · d4 vit bonde · f3 vit springare · g3 vit bonde · a2 vit bonde · b2 vit bonde · e2 vit bonde · f2 vit bonde · g2 vit löpare · h2 vit bonde · a1 vit torn · b1 vit springare · c1 vit löpare · d1 vit drottning · f1 vit torn · g1 vit kung | a8 svart torn · b8 svart springare · c8 svart löpare · d8 svart drottning · f8 svart torn · g8 svart kung · a7 svart bonde · b7 svart bonde · c7 svart bonde · e7 svart bonde · g7 svart löpare · h7 svart bonde · d6 svart bonde · f6 svart springare · g6 svart bonde · f5 svart bonde · c4 vit bonde · d4 vit bonde · f3 vit springare · g3 vit bonde · a2 vit bonde · b2 vit bonde · e2 vit bonde · f2 vit bonde · g2 vit löpare · h2 vit bonde · a1 vit torn · b1 vit springare · c1 vit löpare · d1 vit drottning · f1 vit torn · g1 vit kung | a8 svart torn · b8 svart springare · c8 svart löpare · d8 svart drottning · f8 svart torn · g8 svart kung · a7 svart bonde · b7 svart bonde · c7 svart bonde · e7 svart bonde · g7 svart löpare · h7 svart bonde · d6 svart bonde · f6 svart springare · g6 svart bonde · f5 svart bonde · c4 vit bonde · d4 vit bonde · f3 vit springare · g3 vit bonde · a2 vit bonde · b2 vit bonde · e2 vit bonde · f2 vit bonde · g2 vit löpare · h2 vit bonde · a1 vit torn · b1 vit springare · c1 vit löpare · d1 vit drottning · f1 vit torn · g1 vit kung | a8 svart torn · b8 svart springare · c8 svart löpare · d8 svart drottning · f8 svart torn · g8 svart kung · a7 svart bonde · b7 svart bonde · c7 svart bonde · e7 svart bonde · g7 svart löpare · h7 svart bonde · d6 svart bonde · f6 svart springare · g6 svart bonde · f5 svart bonde · c4 vit bonde · d4 vit bonde · f3 vit springare · g3 vit bonde · a2 vit bonde · b2 vit bonde · e2 vit bonde · f2 vit bonde · g2 vit löpare · h2 vit bonde · a1 vit torn · b1 vit springare · c1 vit löpare · d1 vit drottning · f1 vit torn · g1 vit kung | a8 svart torn · b8 svart springare · c8 svart löpare · d8 svart drottning · f8 svart torn · g8 svart kung · a7 svart bonde · b7 svart bonde · c7 svart bonde · e7 svart bonde · g7 svart löpare · h7 svart bonde · d6 svart bonde · f6 svart springare · g6 svart bonde · f5 svart bonde · c4 vit bonde · d4 vit bonde · f3 vit springare · g3 vit bonde · a2 vit bonde · b2 vit bonde · e2 vit bonde · f2 vit bonde · g2 vit löpare · h2 vit bonde · a1 vit torn · b1 vit springare · c1 vit löpare · d1 vit drottning · f1 vit torn · g1 vit kung | a8 svart torn · b8 svart springare · c8 svart löpare · d8 svart drottning · f8 svart torn · g8 svart kung · a7 svart bonde · b7 svart bonde · c7 svart bonde · e7 svart bonde · g7 svart löpare · h7 svart bonde · d6 svart bonde · f6 svart springare · g6 svart bonde · f5 svart bonde · c4 vit bonde · d4 vit bonde · f3 vit springare · g3 vit bonde · a2 vit bonde · b2 vit bonde · e2 vit bonde · f2 vit bonde · g2 vit löpare · h2 vit bonde · a1 vit torn · b1 vit springare · c1 vit löpare · d1 vit drottning · f1 vit torn · g1 vit kung | a8 svart torn · b8 svart springare · c8 svart löpare · d8 svart drottning · f8 svart torn · g8 svart kung · a7 svart bonde · b7 svart bonde · c7 svart bonde · e7 svart bonde · g7 svart löpare · h7 svart bonde · d6 svart bonde · f6 svart springare · g6 svart bonde · f5 svart bonde · c4 vit bonde · d4 vit bonde · f3 vit springare · g3 vit bonde · a2 vit bonde · b2 vit bonde · e2 vit bonde · f2 vit bonde · g2 vit löpare · h2 vit bonde · a1 vit torn · b1 vit springare · c1 vit löpare · d1 vit drottning · f1 vit torn · g1 vit kung | 5 |
| 4 | a8 svart torn · b8 svart springare · c8 svart löpare · d8 svart drottning · f8 svart torn · g8 svart kung · a7 svart bonde · b7 svart bonde · c7 svart bonde · e7 svart bonde · g7 svart löpare · h7 svart bonde · d6 svart bonde · f6 svart springare · g6 svart bonde · f5 svart bonde · c4 vit bonde · d4 vit bonde · f3 vit springare · g3 vit bonde · a2 vit bonde · b2 vit bonde · e2 vit bonde · f2 vit bonde · g2 vit löpare · h2 vit bonde · a1 vit torn · b1 vit springare · c1 vit löpare · d1 vit drottning · f1 vit torn · g1 vit kung | a8 svart torn · b8 svart springare · c8 svart löpare · d8 svart drottning · f8 svart torn · g8 svart kung · a7 svart bonde · b7 svart bonde · c7 svart bonde · e7 svart bonde · g7 svart löpare · h7 svart bonde · d6 svart bonde · f6 svart springare · g6 svart bonde · f5 svart bonde · c4 vit bonde · d4 vit bonde · f3 vit springare · g3 vit bonde · a2 vit bonde · b2 vit bonde · e2 vit bonde · f2 vit bonde · g2 vit löpare · h2 vit bonde · a1 vit torn · b1 vit springare · c1 vit löpare · d1 vit drottning · f1 vit torn · g1 vit kung | a8 svart torn · b8 svart springare · c8 svart löpare · d8 svart drottning · f8 svart torn · g8 svart kung · a7 svart bonde · b7 svart bonde · c7 svart bonde · e7 svart bonde · g7 svart löpare · h7 svart bonde · d6 svart bonde · f6 svart springare · g6 svart bonde · f5 svart bonde · c4 vit bonde · d4 vit bonde · f3 vit springare · g3 vit bonde · a2 vit bonde · b2 vit bonde · e2 vit bonde · f2 vit bonde · g2 vit löpare · h2 vit bonde · a1 vit torn · b1 vit springare · c1 vit löpare · d1 vit drottning · f1 vit torn · g1 vit kung | a8 svart torn · b8 svart springare · c8 svart löpare · d8 svart drottning · f8 svart torn · g8 svart kung · a7 svart bonde · b7 svart bonde · c7 svart bonde · e7 svart bonde · g7 svart löpare · h7 svart bonde · d6 svart bonde · f6 svart springare · g6 svart bonde · f5 svart bonde · c4 vit bonde · d4 vit bonde · f3 vit springare · g3 vit bonde · a2 vit bonde · b2 vit bonde · e2 vit bonde · f2 vit bonde · g2 vit löpare · h2 vit bonde · a1 vit torn · b1 vit springare · c1 vit löpare · d1 vit drottning · f1 vit torn · g1 vit kung | a8 svart torn · b8 svart springare · c8 svart löpare · d8 svart drottning · f8 svart torn · g8 svart kung · a7 svart bonde · b7 svart bonde · c7 svart bonde · e7 svart bonde · g7 svart löpare · h7 svart bonde · d6 svart bonde · f6 svart springare · g6 svart bonde · f5 svart bonde · c4 vit bonde · d4 vit bonde · f3 vit springare · g3 vit bonde · a2 vit bonde · b2 vit bonde · e2 vit bonde · f2 vit bonde · g2 vit löpare · h2 vit bonde · a1 vit torn · b1 vit springare · c1 vit löpare · d1 vit drottning · f1 vit torn · g1 vit kung | a8 svart torn · b8 svart springare · c8 svart löpare · d8 svart drottning · f8 svart torn · g8 svart kung · a7 svart bonde · b7 svart bonde · c7 svart bonde · e7 svart bonde · g7 svart löpare · h7 svart bonde · d6 svart bonde · f6 svart springare · g6 svart bonde · f5 svart bonde · c4 vit bonde · d4 vit bonde · f3 vit springare · g3 vit bonde · a2 vit bonde · b2 vit bonde · e2 vit bonde · f2 vit bonde · g2 vit löpare · h2 vit bonde · a1 vit torn · b1 vit springare · c1 vit löpare · d1 vit drottning · f1 vit torn · g1 vit kung | a8 svart torn · b8 svart springare · c8 svart löpare · d8 svart drottning · f8 svart torn · g8 svart kung · a7 svart bonde · b7 svart bonde · c7 svart bonde · e7 svart bonde · g7 svart löpare · h7 svart bonde · d6 svart bonde · f6 svart springare · g6 svart bonde · f5 svart bonde · c4 vit bonde · d4 vit bonde · f3 vit springare · g3 vit bonde · a2 vit bonde · b2 vit bonde · e2 vit bonde · f2 vit bonde · g2 vit löpare · h2 vit bonde · a1 vit torn · b1 vit springare · c1 vit löpare · d1 vit drottning · f1 vit torn · g1 vit kung | a8 svart torn · b8 svart springare · c8 svart löpare · d8 svart drottning · f8 svart torn · g8 svart kung · a7 svart bonde · b7 svart bonde · c7 svart bonde · e7 svart bonde · g7 svart löpare · h7 svart bonde · d6 svart bonde · f6 svart springare · g6 svart bonde · f5 svart bonde · c4 vit bonde · d4 vit bonde · f3 vit springare · g3 vit bonde · a2 vit bonde · b2 vit bonde · e2 vit bonde · f2 vit bonde · g2 vit löpare · h2 vit bonde · a1 vit torn · b1 vit springare · c1 vit löpare · d1 vit drottning · f1 vit torn · g1 vit kung | 4 |
| 3 | a8 svart torn · b8 svart springare · c8 svart löpare · d8 svart drottning · f8 svart torn · g8 svart kung · a7 svart bonde · b7 svart bonde · c7 svart bonde · e7 svart bonde · g7 svart löpare · h7 svart bonde · d6 svart bonde · f6 svart springare · g6 svart bonde · f5 svart bonde · c4 vit bonde · d4 vit bonde · f3 vit springare · g3 vit bonde · a2 vit bonde · b2 vit bonde · e2 vit bonde · f2 vit bonde · g2 vit löpare · h2 vit bonde · a1 vit torn · b1 vit springare · c1 vit löpare · d1 vit drottning · f1 vit torn · g1 vit kung | a8 svart torn · b8 svart springare · c8 svart löpare · d8 svart drottning · f8 svart torn · g8 svart kung · a7 svart bonde · b7 svart bonde · c7 svart bonde · e7 svart bonde · g7 svart löpare · h7 svart bonde · d6 svart bonde · f6 svart springare · g6 svart bonde · f5 svart bonde · c4 vit bonde · d4 vit bonde · f3 vit springare · g3 vit bonde · a2 vit bonde · b2 vit bonde · e2 vit bonde · f2 vit bonde · g2 vit löpare · h2 vit bonde · a1 vit torn · b1 vit springare · c1 vit löpare · d1 vit drottning · f1 vit torn · g1 vit kung | a8 svart torn · b8 svart springare · c8 svart löpare · d8 svart drottning · f8 svart torn · g8 svart kung · a7 svart bonde · b7 svart bonde · c7 svart bonde · e7 svart bonde · g7 svart löpare · h7 svart bonde · d6 svart bonde · f6 svart springare · g6 svart bonde · f5 svart bonde · c4 vit bonde · d4 vit bonde · f3 vit springare · g3 vit bonde · a2 vit bonde · b2 vit bonde · e2 vit bonde · f2 vit bonde · g2 vit löpare · h2 vit bonde · a1 vit torn · b1 vit springare · c1 vit löpare · d1 vit drottning · f1 vit torn · g1 vit kung | a8 svart torn · b8 svart springare · c8 svart löpare · d8 svart drottning · f8 svart torn · g8 svart kung · a7 svart bonde · b7 svart bonde · c7 svart bonde · e7 svart bonde · g7 svart löpare · h7 svart bonde · d6 svart bonde · f6 svart springare · g6 svart bonde · f5 svart bonde · c4 vit bonde · d4 vit bonde · f3 vit springare · g3 vit bonde · a2 vit bonde · b2 vit bonde · e2 vit bonde · f2 vit bonde · g2 vit löpare · h2 vit bonde · a1 vit torn · b1 vit springare · c1 vit löpare · d1 vit drottning · f1 vit torn · g1 vit kung | a8 svart torn · b8 svart springare · c8 svart löpare · d8 svart drottning · f8 svart torn · g8 svart kung · a7 svart bonde · b7 svart bonde · c7 svart bonde · e7 svart bonde · g7 svart löpare · h7 svart bonde · d6 svart bonde · f6 svart springare · g6 svart bonde · f5 svart bonde · c4 vit bonde · d4 vit bonde · f3 vit springare · g3 vit bonde · a2 vit bonde · b2 vit bonde · e2 vit bonde · f2 vit bonde · g2 vit löpare · h2 vit bonde · a1 vit torn · b1 vit springare · c1 vit löpare · d1 vit drottning · f1 vit torn · g1 vit kung | a8 svart torn · b8 svart springare · c8 svart löpare · d8 svart drottning · f8 svart torn · g8 svart kung · a7 svart bonde · b7 svart bonde · c7 svart bonde · e7 svart bonde · g7 svart löpare · h7 svart bonde · d6 svart bonde · f6 svart springare · g6 svart bonde · f5 svart bonde · c4 vit bonde · d4 vit bonde · f3 vit springare · g3 vit bonde · a2 vit bonde · b2 vit bonde · e2 vit bonde · f2 vit bonde · g2 vit löpare · h2 vit bonde · a1 vit torn · b1 vit springare · c1 vit löpare · d1 vit drottning · f1 vit torn · g1 vit kung | a8 svart torn · b8 svart springare · c8 svart löpare · d8 svart drottning · f8 svart torn · g8 svart kung · a7 svart bonde · b7 svart bonde · c7 svart bonde · e7 svart bonde · g7 svart löpare · h7 svart bonde · d6 svart bonde · f6 svart springare · g6 svart bonde · f5 svart bonde · c4 vit bonde · d4 vit bonde · f3 vit springare · g3 vit bonde · a2 vit bonde · b2 vit bonde · e2 vit bonde · f2 vit bonde · g2 vit löpare · h2 vit bonde · a1 vit torn · b1 vit springare · c1 vit löpare · d1 vit drottning · f1 vit torn · g1 vit kung | a8 svart torn · b8 svart springare · c8 svart löpare · d8 svart drottning · f8 svart torn · g8 svart kung · a7 svart bonde · b7 svart bonde · c7 svart bonde · e7 svart bonde · g7 svart löpare · h7 svart bonde · d6 svart bonde · f6 svart springare · g6 svart bonde · f5 svart bonde · c4 vit bonde · d4 vit bonde · f3 vit springare · g3 vit bonde · a2 vit bonde · b2 vit bonde · e2 vit bonde · f2 vit bonde · g2 vit löpare · h2 vit bonde · a1 vit torn · b1 vit springare · c1 vit löpare · d1 vit drottning · f1 vit torn · g1 vit kung | 3 |
| 2 | a8 svart torn · b8 svart springare · c8 svart löpare · d8 svart drottning · f8 svart torn · g8 svart kung · a7 svart bonde · b7 svart bonde · c7 svart bonde · e7 svart bonde · g7 svart löpare · h7 svart bonde · d6 svart bonde · f6 svart springare · g6 svart bonde · f5 svart bonde · c4 vit bonde · d4 vit bonde · f3 vit springare · g3 vit bonde · a2 vit bonde · b2 vit bonde · e2 vit bonde · f2 vit bonde · g2 vit löpare · h2 vit bonde · a1 vit torn · b1 vit springare · c1 vit löpare · d1 vit drottning · f1 vit torn · g1 vit kung | a8 svart torn · b8 svart springare · c8 svart löpare · d8 svart drottning · f8 svart torn · g8 svart kung · a7 svart bonde · b7 svart bonde · c7 svart bonde · e7 svart bonde · g7 svart löpare · h7 svart bonde · d6 svart bonde · f6 svart springare · g6 svart bonde · f5 svart bonde · c4 vit bonde · d4 vit bonde · f3 vit springare · g3 vit bonde · a2 vit bonde · b2 vit bonde · e2 vit bonde · f2 vit bonde · g2 vit löpare · h2 vit bonde · a1 vit torn · b1 vit springare · c1 vit löpare · d1 vit drottning · f1 vit torn · g1 vit kung | a8 svart torn · b8 svart springare · c8 svart löpare · d8 svart drottning · f8 svart torn · g8 svart kung · a7 svart bonde · b7 svart bonde · c7 svart bonde · e7 svart bonde · g7 svart löpare · h7 svart bonde · d6 svart bonde · f6 svart springare · g6 svart bonde · f5 svart bonde · c4 vit bonde · d4 vit bonde · f3 vit springare · g3 vit bonde · a2 vit bonde · b2 vit bonde · e2 vit bonde · f2 vit bonde · g2 vit löpare · h2 vit bonde · a1 vit torn · b1 vit springare · c1 vit löpare · d1 vit drottning · f1 vit torn · g1 vit kung | a8 svart torn · b8 svart springare · c8 svart löpare · d8 svart drottning · f8 svart torn · g8 svart kung · a7 svart bonde · b7 svart bonde · c7 svart bonde · e7 svart bonde · g7 svart löpare · h7 svart bonde · d6 svart bonde · f6 svart springare · g6 svart bonde · f5 svart bonde · c4 vit bonde · d4 vit bonde · f3 vit springare · g3 vit bonde · a2 vit bonde · b2 vit bonde · e2 vit bonde · f2 vit bonde · g2 vit löpare · h2 vit bonde · a1 vit torn · b1 vit springare · c1 vit löpare · d1 vit drottning · f1 vit torn · g1 vit kung | a8 svart torn · b8 svart springare · c8 svart löpare · d8 svart drottning · f8 svart torn · g8 svart kung · a7 svart bonde · b7 svart bonde · c7 svart bonde · e7 svart bonde · g7 svart löpare · h7 svart bonde · d6 svart bonde · f6 svart springare · g6 svart bonde · f5 svart bonde · c4 vit bonde · d4 vit bonde · f3 vit springare · g3 vit bonde · a2 vit bonde · b2 vit bonde · e2 vit bonde · f2 vit bonde · g2 vit löpare · h2 vit bonde · a1 vit torn · b1 vit springare · c1 vit löpare · d1 vit drottning · f1 vit torn · g1 vit kung | a8 svart torn · b8 svart springare · c8 svart löpare · d8 svart drottning · f8 svart torn · g8 svart kung · a7 svart bonde · b7 svart bonde · c7 svart bonde · e7 svart bonde · g7 svart löpare · h7 svart bonde · d6 svart bonde · f6 svart springare · g6 svart bonde · f5 svart bonde · c4 vit bonde · d4 vit bonde · f3 vit springare · g3 vit bonde · a2 vit bonde · b2 vit bonde · e2 vit bonde · f2 vit bonde · g2 vit löpare · h2 vit bonde · a1 vit torn · b1 vit springare · c1 vit löpare · d1 vit drottning · f1 vit torn · g1 vit kung | a8 svart torn · b8 svart springare · c8 svart löpare · d8 svart drottning · f8 svart torn · g8 svart kung · a7 svart bonde · b7 svart bonde · c7 svart bonde · e7 svart bonde · g7 svart löpare · h7 svart bonde · d6 svart bonde · f6 svart springare · g6 svart bonde · f5 svart bonde · c4 vit bonde · d4 vit bonde · f3 vit springare · g3 vit bonde · a2 vit bonde · b2 vit bonde · e2 vit bonde · f2 vit bonde · g2 vit löpare · h2 vit bonde · a1 vit torn · b1 vit springare · c1 vit löpare · d1 vit drottning · f1 vit torn · g1 vit kung | a8 svart torn · b8 svart springare · c8 svart löpare · d8 svart drottning · f8 svart torn · g8 svart kung · a7 svart bonde · b7 svart bonde · c7 svart bonde · e7 svart bonde · g7 svart löpare · h7 svart bonde · d6 svart bonde · f6 svart springare · g6 svart bonde · f5 svart bonde · c4 vit bonde · d4 vit bonde · f3 vit springare · g3 vit bonde · a2 vit bonde · b2 vit bonde · e2 vit bonde · f2 vit bonde · g2 vit löpare · h2 vit bonde · a1 vit torn · b1 vit springare · c1 vit löpare · d1 vit drottning · f1 vit torn · g1 vit kung | 2 |
| 1 | a8 svart torn · b8 svart springare · c8 svart löpare · d8 svart drottning · f8 svart torn · g8 svart kung · a7 svart bonde · b7 svart bonde · c7 svart bonde · e7 svart bonde · g7 svart löpare · h7 svart bonde · d6 svart bonde · f6 svart springare · g6 svart bonde · f5 svart bonde · c4 vit bonde · d4 vit bonde · f3 vit springare · g3 vit bonde · a2 vit bonde · b2 vit bonde · e2 vit bonde · f2 vit bonde · g2 vit löpare · h2 vit bonde · a1 vit torn · b1 vit springare · c1 vit löpare · d1 vit drottning · f1 vit torn · g1 vit kung | a8 svart torn · b8 svart springare · c8 svart löpare · d8 svart drottning · f8 svart torn · g8 svart kung · a7 svart bonde · b7 svart bonde · c7 svart bonde · e7 svart bonde · g7 svart löpare · h7 svart bonde · d6 svart bonde · f6 svart springare · g6 svart bonde · f5 svart bonde · c4 vit bonde · d4 vit bonde · f3 vit springare · g3 vit bonde · a2 vit bonde · b2 vit bonde · e2 vit bonde · f2 vit bonde · g2 vit löpare · h2 vit bonde · a1 vit torn · b1 vit springare · c1 vit löpare · d1 vit drottning · f1 vit torn · g1 vit kung | a8 svart torn · b8 svart springare · c8 svart löpare · d8 svart drottning · f8 svart torn · g8 svart kung · a7 svart bonde · b7 svart bonde · c7 svart bonde · e7 svart bonde · g7 svart löpare · h7 svart bonde · d6 svart bonde · f6 svart springare · g6 svart bonde · f5 svart bonde · c4 vit bonde · d4 vit bonde · f3 vit springare · g3 vit bonde · a2 vit bonde · b2 vit bonde · e2 vit bonde · f2 vit bonde · g2 vit löpare · h2 vit bonde · a1 vit torn · b1 vit springare · c1 vit löpare · d1 vit drottning · f1 vit torn · g1 vit kung | a8 svart torn · b8 svart springare · c8 svart löpare · d8 svart drottning · f8 svart torn · g8 svart kung · a7 svart bonde · b7 svart bonde · c7 svart bonde · e7 svart bonde · g7 svart löpare · h7 svart bonde · d6 svart bonde · f6 svart springare · g6 svart bonde · f5 svart bonde · c4 vit bonde · d4 vit bonde · f3 vit springare · g3 vit bonde · a2 vit bonde · b2 vit bonde · e2 vit bonde · f2 vit bonde · g2 vit löpare · h2 vit bonde · a1 vit torn · b1 vit springare · c1 vit löpare · d1 vit drottning · f1 vit torn · g1 vit kung | a8 svart torn · b8 svart springare · c8 svart löpare · d8 svart drottning · f8 svart torn · g8 svart kung · a7 svart bonde · b7 svart bonde · c7 svart bonde · e7 svart bonde · g7 svart löpare · h7 svart bonde · d6 svart bonde · f6 svart springare · g6 svart bonde · f5 svart bonde · c4 vit bonde · d4 vit bonde · f3 vit springare · g3 vit bonde · a2 vit bonde · b2 vit bonde · e2 vit bonde · f2 vit bonde · g2 vit löpare · h2 vit bonde · a1 vit torn · b1 vit springare · c1 vit löpare · d1 vit drottning · f1 vit torn · g1 vit kung | a8 svart torn · b8 svart springare · c8 svart löpare · d8 svart drottning · f8 svart torn · g8 svart kung · a7 svart bonde · b7 svart bonde · c7 svart bonde · e7 svart bonde · g7 svart löpare · h7 svart bonde · d6 svart bonde · f6 svart springare · g6 svart bonde · f5 svart bonde · c4 vit bonde · d4 vit bonde · f3 vit springare · g3 vit bonde · a2 vit bonde · b2 vit bonde · e2 vit bonde · f2 vit bonde · g2 vit löpare · h2 vit bonde · a1 vit torn · b1 vit springare · c1 vit löpare · d1 vit drottning · f1 vit torn · g1 vit kung | a8 svart torn · b8 svart springare · c8 svart löpare · d8 svart drottning · f8 svart torn · g8 svart kung · a7 svart bonde · b7 svart bonde · c7 svart bonde · e7 svart bonde · g7 svart löpare · h7 svart bonde · d6 svart bonde · f6 svart springare · g6 svart bonde · f5 svart bonde · c4 vit bonde · d4 vit bonde · f3 vit springare · g3 vit bonde · a2 vit bonde · b2 vit bonde · e2 vit bonde · f2 vit bonde · g2 vit löpare · h2 vit bonde · a1 vit torn · b1 vit springare · c1 vit löpare · d1 vit drottning · f1 vit torn · g1 vit kung | a8 svart torn · b8 svart springare · c8 svart löpare · d8 svart drottning · f8 svart torn · g8 svart kung · a7 svart bonde · b7 svart bonde · c7 svart bonde · e7 svart bonde · g7 svart löpare · h7 svart bonde · d6 svart bonde · f6 svart springare · g6 svart bonde · f5 svart bonde · c4 vit bonde · d4 vit bonde · f3 vit springare · g3 vit bonde · a2 vit bonde · b2 vit bonde · e2 vit bonde · f2 vit bonde · g2 vit löpare · h2 vit bonde · a1 vit torn · b1 vit springare · c1 vit löpare · d1 vit drottning · f1 vit torn · g1 vit kung | 1 |
|   | a | b | c | d | e | f | g | h |   |

Leningradvarianten är den vanligaste holländska varianten. Huvudvarianten är:
2.g3 Sf6 3.Lg2 g6 4.Sf3 Lg7 5.0–0 0–0 6.c4 (eller 6.b3 d6 7.Bb2) 6...d6 
Vit brukar så småningom spela d5.

### Klassiska varianten
Den klassiska varianten är mindre vanlig numera. Huvudvarianten är:
2.g3 Sf6 3.Lg2 e6 4.c4 Le7 5.Sf3 0–0 6.0–0 d6 7.Sc3 
Om svart fortsätter med 7...De8, med idén att föra över damen till kungsflygeln, kallas det Iljin-Genevskij-varianten.

### Stonewallvarianten
|   | a | b | c | d | e | f | g | h |   |
| 8 | a8 svart torn · b8 svart springare · c8 svart löpare · d8 svart drottning · e8 svart kung · f8 svart löpare · h8 svart torn · a7 svart bonde · b7 svart bonde · g7 svart bonde · h7 svart bonde · c6 svart bonde · e6 svart bonde · f6 svart springare · d5 svart bonde · f5 svart bonde · c4 vit bonde · d4 vit bonde · f3 vit springare · g3 vit bonde · a2 vit bonde · b2 vit bonde · e2 vit bonde · f2 vit bonde · g2 vit löpare · h2 vit bonde · a1 vit torn · b1 vit springare · c1 vit löpare · d1 vit drottning · e1 vit kung · h1 vit torn | a8 svart torn · b8 svart springare · c8 svart löpare · d8 svart drottning · e8 svart kung · f8 svart löpare · h8 svart torn · a7 svart bonde · b7 svart bonde · g7 svart bonde · h7 svart bonde · c6 svart bonde · e6 svart bonde · f6 svart springare · d5 svart bonde · f5 svart bonde · c4 vit bonde · d4 vit bonde · f3 vit springare · g3 vit bonde · a2 vit bonde · b2 vit bonde · e2 vit bonde · f2 vit bonde · g2 vit löpare · h2 vit bonde · a1 vit torn · b1 vit springare · c1 vit löpare · d1 vit drottning · e1 vit kung · h1 vit torn | a8 svart torn · b8 svart springare · c8 svart löpare · d8 svart drottning · e8 svart kung · f8 svart löpare · h8 svart torn · a7 svart bonde · b7 svart bonde · g7 svart bonde · h7 svart bonde · c6 svart bonde · e6 svart bonde · f6 svart springare · d5 svart bonde · f5 svart bonde · c4 vit bonde · d4 vit bonde · f3 vit springare · g3 vit bonde · a2 vit bonde · b2 vit bonde · e2 vit bonde · f2 vit bonde · g2 vit löpare · h2 vit bonde · a1 vit torn · b1 vit springare · c1 vit löpare · d1 vit drottning · e1 vit kung · h1 vit torn | a8 svart torn · b8 svart springare · c8 svart löpare · d8 svart drottning · e8 svart kung · f8 svart löpare · h8 svart torn · a7 svart bonde · b7 svart bonde · g7 svart bonde · h7 svart bonde · c6 svart bonde · e6 svart bonde · f6 svart springare · d5 svart bonde · f5 svart bonde · c4 vit bonde · d4 vit bonde · f3 vit springare · g3 vit bonde · a2 vit bonde · b2 vit bonde · e2 vit bonde · f2 vit bonde · g2 vit löpare · h2 vit bonde · a1 vit torn · b1 vit springare · c1 vit löpare · d1 vit drottning · e1 vit kung · h1 vit torn | a8 svart torn · b8 svart springare · c8 svart löpare · d8 svart drottning · e8 svart kung · f8 svart löpare · h8 svart torn · a7 svart bonde · b7 svart bonde · g7 svart bonde · h7 svart bonde · c6 svart bonde · e6 svart bonde · f6 svart springare · d5 svart bonde · f5 svart bonde · c4 vit bonde · d4 vit bonde · f3 vit springare · g3 vit bonde · a2 vit bonde · b2 vit bonde · e2 vit bonde · f2 vit bonde · g2 vit löpare · h2 vit bonde · a1 vit torn · b1 vit springare · c1 vit löpare · d1 vit drottning · e1 vit kung · h1 vit torn | a8 svart torn · b8 svart springare · c8 svart löpare · d8 svart drottning · e8 svart kung · f8 svart löpare · h8 svart torn · a7 svart bonde · b7 svart bonde · g7 svart bonde · h7 svart bonde · c6 svart bonde · e6 svart bonde · f6 svart springare · d5 svart bonde · f5 svart bonde · c4 vit bonde · d4 vit bonde · f3 vit springare · g3 vit bonde · a2 vit bonde · b2 vit bonde · e2 vit bonde · f2 vit bonde · g2 vit löpare · h2 vit bonde · a1 vit torn · b1 vit springare · c1 vit löpare · d1 vit drottning · e1 vit kung · h1 vit torn | a8 svart torn · b8 svart springare · c8 svart löpare · d8 svart drottning · e8 svart kung · f8 svart löpare · h8 svart torn · a7 svart bonde · b7 svart bonde · g7 svart bonde · h7 svart bonde · c6 svart bonde · e6 svart bonde · f6 svart springare · d5 svart bonde · f5 svart bonde · c4 vit bonde · d4 vit bonde · f3 vit springare · g3 vit bonde · a2 vit bonde · b2 vit bonde · e2 vit bonde · f2 vit bonde · g2 vit löpare · h2 vit bonde · a1 vit torn · b1 vit springare · c1 vit löpare · d1 vit drottning · e1 vit kung · h1 vit torn | a8 svart torn · b8 svart springare · c8 svart löpare · d8 svart drottning · e8 svart kung · f8 svart löpare · h8 svart torn · a7 svart bonde · b7 svart bonde · g7 svart bonde · h7 svart bonde · c6 svart bonde · e6 svart bonde · f6 svart springare · d5 svart bonde · f5 svart bonde · c4 vit bonde · d4 vit bonde · f3 vit springare · g3 vit bonde · a2 vit bonde · b2 vit bonde · e2 vit bonde · f2 vit bonde · g2 vit löpare · h2 vit bonde · a1 vit torn · b1 vit springare · c1 vit löpare · d1 vit drottning · e1 vit kung · h1 vit torn | 8 |
| 7 | a8 svart torn · b8 svart springare · c8 svart löpare · d8 svart drottning · e8 svart kung · f8 svart löpare · h8 svart torn · a7 svart bonde · b7 svart bonde · g7 svart bonde · h7 svart bonde · c6 svart bonde · e6 svart bonde · f6 svart springare · d5 svart bonde · f5 svart bonde · c4 vit bonde · d4 vit bonde · f3 vit springare · g3 vit bonde · a2 vit bonde · b2 vit bonde · e2 vit bonde · f2 vit bonde · g2 vit löpare · h2 vit bonde · a1 vit torn · b1 vit springare · c1 vit löpare · d1 vit drottning · e1 vit kung · h1 vit torn | a8 svart torn · b8 svart springare · c8 svart löpare · d8 svart drottning · e8 svart kung · f8 svart löpare · h8 svart torn · a7 svart bonde · b7 svart bonde · g7 svart bonde · h7 svart bonde · c6 svart bonde · e6 svart bonde · f6 svart springare · d5 svart bonde · f5 svart bonde · c4 vit bonde · d4 vit bonde · f3 vit springare · g3 vit bonde · a2 vit bonde · b2 vit bonde · e2 vit bonde · f2 vit bonde · g2 vit löpare · h2 vit bonde · a1 vit torn · b1 vit springare · c1 vit löpare · d1 vit drottning · e1 vit kung · h1 vit torn | a8 svart torn · b8 svart springare · c8 svart löpare · d8 svart drottning · e8 svart kung · f8 svart löpare · h8 svart torn · a7 svart bonde · b7 svart bonde · g7 svart bonde · h7 svart bonde · c6 svart bonde · e6 svart bonde · f6 svart springare · d5 svart bonde · f5 svart bonde · c4 vit bonde · d4 vit bonde · f3 vit springare · g3 vit bonde · a2 vit bonde · b2 vit bonde · e2 vit bonde · f2 vit bonde · g2 vit löpare · h2 vit bonde · a1 vit torn · b1 vit springare · c1 vit löpare · d1 vit drottning · e1 vit kung · h1 vit torn | a8 svart torn · b8 svart springare · c8 svart löpare · d8 svart drottning · e8 svart kung · f8 svart löpare · h8 svart torn · a7 svart bonde · b7 svart bonde · g7 svart bonde · h7 svart bonde · c6 svart bonde · e6 svart bonde · f6 svart springare · d5 svart bonde · f5 svart bonde · c4 vit bonde · d4 vit bonde · f3 vit springare · g3 vit bonde · a2 vit bonde · b2 vit bonde · e2 vit bonde · f2 vit bonde · g2 vit löpare · h2 vit bonde · a1 vit torn · b1 vit springare · c1 vit löpare · d1 vit drottning · e1 vit kung · h1 vit torn | a8 svart torn · b8 svart springare · c8 svart löpare · d8 svart drottning · e8 svart kung · f8 svart löpare · h8 svart torn · a7 svart bonde · b7 svart bonde · g7 svart bonde · h7 svart bonde · c6 svart bonde · e6 svart bonde · f6 svart springare · d5 svart bonde · f5 svart bonde · c4 vit bonde · d4 vit bonde · f3 vit springare · g3 vit bonde · a2 vit bonde · b2 vit bonde · e2 vit bonde · f2 vit bonde · g2 vit löpare · h2 vit bonde · a1 vit torn · b1 vit springare · c1 vit löpare · d1 vit drottning · e1 vit kung · h1 vit torn | a8 svart torn · b8 svart springare · c8 svart löpare · d8 svart drottning · e8 svart kung · f8 svart löpare · h8 svart torn · a7 svart bonde · b7 svart bonde · g7 svart bonde · h7 svart bonde · c6 svart bonde · e6 svart bonde · f6 svart springare · d5 svart bonde · f5 svart bonde · c4 vit bonde · d4 vit bonde · f3 vit springare · g3 vit bonde · a2 vit bonde · b2 vit bonde · e2 vit bonde · f2 vit bonde · g2 vit löpare · h2 vit bonde · a1 vit torn · b1 vit springare · c1 vit löpare · d1 vit drottning · e1 vit kung · h1 vit torn | a8 svart torn · b8 svart springare · c8 svart löpare · d8 svart drottning · e8 svart kung · f8 svart löpare · h8 svart torn · a7 svart bonde · b7 svart bonde · g7 svart bonde · h7 svart bonde · c6 svart bonde · e6 svart bonde · f6 svart springare · d5 svart bonde · f5 svart bonde · c4 vit bonde · d4 vit bonde · f3 vit springare · g3 vit bonde · a2 vit bonde · b2 vit bonde · e2 vit bonde · f2 vit bonde · g2 vit löpare · h2 vit bonde · a1 vit torn · b1 vit springare · c1 vit löpare · d1 vit drottning · e1 vit kung · h1 vit torn | a8 svart torn · b8 svart springare · c8 svart löpare · d8 svart drottning · e8 svart kung · f8 svart löpare · h8 svart torn · a7 svart bonde · b7 svart bonde · g7 svart bonde · h7 svart bonde · c6 svart bonde · e6 svart bonde · f6 svart springare · d5 svart bonde · f5 svart bonde · c4 vit bonde · d4 vit bonde · f3 vit springare · g3 vit bonde · a2 vit bonde · b2 vit bonde · e2 vit bonde · f2 vit bonde · g2 vit löpare · h2 vit bonde · a1 vit torn · b1 vit springare · c1 vit löpare · d1 vit drottning · e1 vit kung · h1 vit torn | 7 |
| 6 | a8 svart torn · b8 svart springare · c8 svart löpare · d8 svart drottning · e8 svart kung · f8 svart löpare · h8 svart torn · a7 svart bonde · b7 svart bonde · g7 svart bonde · h7 svart bonde · c6 svart bonde · e6 svart bonde · f6 svart springare · d5 svart bonde · f5 svart bonde · c4 vit bonde · d4 vit bonde · f3 vit springare · g3 vit bonde · a2 vit bonde · b2 vit bonde · e2 vit bonde · f2 vit bonde · g2 vit löpare · h2 vit bonde · a1 vit torn · b1 vit springare · c1 vit löpare · d1 vit drottning · e1 vit kung · h1 vit torn | a8 svart torn · b8 svart springare · c8 svart löpare · d8 svart drottning · e8 svart kung · f8 svart löpare · h8 svart torn · a7 svart bonde · b7 svart bonde · g7 svart bonde · h7 svart bonde · c6 svart bonde · e6 svart bonde · f6 svart springare · d5 svart bonde · f5 svart bonde · c4 vit bonde · d4 vit bonde · f3 vit springare · g3 vit bonde · a2 vit bonde · b2 vit bonde · e2 vit bonde · f2 vit bonde · g2 vit löpare · h2 vit bonde · a1 vit torn · b1 vit springare · c1 vit löpare · d1 vit drottning · e1 vit kung · h1 vit torn | a8 svart torn · b8 svart springare · c8 svart löpare · d8 svart drottning · e8 svart kung · f8 svart löpare · h8 svart torn · a7 svart bonde · b7 svart bonde · g7 svart bonde · h7 svart bonde · c6 svart bonde · e6 svart bonde · f6 svart springare · d5 svart bonde · f5 svart bonde · c4 vit bonde · d4 vit bonde · f3 vit springare · g3 vit bonde · a2 vit bonde · b2 vit bonde · e2 vit bonde · f2 vit bonde · g2 vit löpare · h2 vit bonde · a1 vit torn · b1 vit springare · c1 vit löpare · d1 vit drottning · e1 vit kung · h1 vit torn | a8 svart torn · b8 svart springare · c8 svart löpare · d8 svart drottning · e8 svart kung · f8 svart löpare · h8 svart torn · a7 svart bonde · b7 svart bonde · g7 svart bonde · h7 svart bonde · c6 svart bonde · e6 svart bonde · f6 svart springare · d5 svart bonde · f5 svart bonde · c4 vit bonde · d4 vit bonde · f3 vit springare · g3 vit bonde · a2 vit bonde · b2 vit bonde · e2 vit bonde · f2 vit bonde · g2 vit löpare · h2 vit bonde · a1 vit torn · b1 vit springare · c1 vit löpare · d1 vit drottning · e1 vit kung · h1 vit torn | a8 svart torn · b8 svart springare · c8 svart löpare · d8 svart drottning · e8 svart kung · f8 svart löpare · h8 svart torn · a7 svart bonde · b7 svart bonde · g7 svart bonde · h7 svart bonde · c6 svart bonde · e6 svart bonde · f6 svart springare · d5 svart bonde · f5 svart bonde · c4 vit bonde · d4 vit bonde · f3 vit springare · g3 vit bonde · a2 vit bonde · b2 vit bonde · e2 vit bonde · f2 vit bonde · g2 vit löpare · h2 vit bonde · a1 vit torn · b1 vit springare · c1 vit löpare · d1 vit drottning · e1 vit kung · h1 vit torn | a8 svart torn · b8 svart springare · c8 svart löpare · d8 svart drottning · e8 svart kung · f8 svart löpare · h8 svart torn · a7 svart bonde · b7 svart bonde · g7 svart bonde · h7 svart bonde · c6 svart bonde · e6 svart bonde · f6 svart springare · d5 svart bonde · f5 svart bonde · c4 vit bonde · d4 vit bonde · f3 vit springare · g3 vit bonde · a2 vit bonde · b2 vit bonde · e2 vit bonde · f2 vit bonde · g2 vit löpare · h2 vit bonde · a1 vit torn · b1 vit springare · c1 vit löpare · d1 vit drottning · e1 vit kung · h1 vit torn | a8 svart torn · b8 svart springare · c8 svart löpare · d8 svart drottning · e8 svart kung · f8 svart löpare · h8 svart torn · a7 svart bonde · b7 svart bonde · g7 svart bonde · h7 svart bonde · c6 svart bonde · e6 svart bonde · f6 svart springare · d5 svart bonde · f5 svart bonde · c4 vit bonde · d4 vit bonde · f3 vit springare · g3 vit bonde · a2 vit bonde · b2 vit bonde · e2 vit bonde · f2 vit bonde · g2 vit löpare · h2 vit bonde · a1 vit torn · b1 vit springare · c1 vit löpare · d1 vit drottning · e1 vit kung · h1 vit torn | a8 svart torn · b8 svart springare · c8 svart löpare · d8 svart drottning · e8 svart kung · f8 svart löpare · h8 svart torn · a7 svart bonde · b7 svart bonde · g7 svart bonde · h7 svart bonde · c6 svart bonde · e6 svart bonde · f6 svart springare · d5 svart bonde · f5 svart bonde · c4 vit bonde · d4 vit bonde · f3 vit springare · g3 vit bonde · a2 vit bonde · b2 vit bonde · e2 vit bonde · f2 vit bonde · g2 vit löpare · h2 vit bonde · a1 vit torn · b1 vit springare · c1 vit löpare · d1 vit drottning · e1 vit kung · h1 vit torn | 6 |
| 5 | a8 svart torn · b8 svart springare · c8 svart löpare · d8 svart drottning · e8 svart kung · f8 svart löpare · h8 svart torn · a7 svart bonde · b7 svart bonde · g7 svart bonde · h7 svart bonde · c6 svart bonde · e6 svart bonde · f6 svart springare · d5 svart bonde · f5 svart bonde · c4 vit bonde · d4 vit bonde · f3 vit springare · g3 vit bonde · a2 vit bonde · b2 vit bonde · e2 vit bonde · f2 vit bonde · g2 vit löpare · h2 vit bonde · a1 vit torn · b1 vit springare · c1 vit löpare · d1 vit drottning · e1 vit kung · h1 vit torn | a8 svart torn · b8 svart springare · c8 svart löpare · d8 svart drottning · e8 svart kung · f8 svart löpare · h8 svart torn · a7 svart bonde · b7 svart bonde · g7 svart bonde · h7 svart bonde · c6 svart bonde · e6 svart bonde · f6 svart springare · d5 svart bonde · f5 svart bonde · c4 vit bonde · d4 vit bonde · f3 vit springare · g3 vit bonde · a2 vit bonde · b2 vit bonde · e2 vit bonde · f2 vit bonde · g2 vit löpare · h2 vit bonde · a1 vit torn · b1 vit springare · c1 vit löpare · d1 vit drottning · e1 vit kung · h1 vit torn | a8 svart torn · b8 svart springare · c8 svart löpare · d8 svart drottning · e8 svart kung · f8 svart löpare · h8 svart torn · a7 svart bonde · b7 svart bonde · g7 svart bonde · h7 svart bonde · c6 svart bonde · e6 svart bonde · f6 svart springare · d5 svart bonde · f5 svart bonde · c4 vit bonde · d4 vit bonde · f3 vit springare · g3 vit bonde · a2 vit bonde · b2 vit bonde · e2 vit bonde · f2 vit bonde · g2 vit löpare · h2 vit bonde · a1 vit torn · b1 vit springare · c1 vit löpare · d1 vit drottning · e1 vit kung · h1 vit torn | a8 svart torn · b8 svart springare · c8 svart löpare · d8 svart drottning · e8 svart kung · f8 svart löpare · h8 svart torn · a7 svart bonde · b7 svart bonde · g7 svart bonde · h7 svart bonde · c6 svart bonde · e6 svart bonde · f6 svart springare · d5 svart bonde · f5 svart bonde · c4 vit bonde · d4 vit bonde · f3 vit springare · g3 vit bonde · a2 vit bonde · b2 vit bonde · e2 vit bonde · f2 vit bonde · g2 vit löpare · h2 vit bonde · a1 vit torn · b1 vit springare · c1 vit löpare · d1 vit drottning · e1 vit kung · h1 vit torn | a8 svart torn · b8 svart springare · c8 svart löpare · d8 svart drottning · e8 svart kung · f8 svart löpare · h8 svart torn · a7 svart bonde · b7 svart bonde · g7 svart bonde · h7 svart bonde · c6 svart bonde · e6 svart bonde · f6 svart springare · d5 svart bonde · f5 svart bonde · c4 vit bonde · d4 vit bonde · f3 vit springare · g3 vit bonde · a2 vit bonde · b2 vit bonde · e2 vit bonde · f2 vit bonde · g2 vit löpare · h2 vit bonde · a1 vit torn · b1 vit springare · c1 vit löpare · d1 vit drottning · e1 vit kung · h1 vit torn | a8 svart torn · b8 svart springare · c8 svart löpare · d8 svart drottning · e8 svart kung · f8 svart löpare · h8 svart torn · a7 svart bonde · b7 svart bonde · g7 svart bonde · h7 svart bonde · c6 svart bonde · e6 svart bonde · f6 svart springare · d5 svart bonde · f5 svart bonde · c4 vit bonde · d4 vit bonde · f3 vit springare · g3 vit bonde · a2 vit bonde · b2 vit bonde · e2 vit bonde · f2 vit bonde · g2 vit löpare · h2 vit bonde · a1 vit torn · b1 vit springare · c1 vit löpare · d1 vit drottning · e1 vit kung · h1 vit torn | a8 svart torn · b8 svart springare · c8 svart löpare · d8 svart drottning · e8 svart kung · f8 svart löpare · h8 svart torn · a7 svart bonde · b7 svart bonde · g7 svart bonde · h7 svart bonde · c6 svart bonde · e6 svart bonde · f6 svart springare · d5 svart bonde · f5 svart bonde · c4 vit bonde · d4 vit bonde · f3 vit springare · g3 vit bonde · a2 vit bonde · b2 vit bonde · e2 vit bonde · f2 vit bonde · g2 vit löpare · h2 vit bonde · a1 vit torn · b1 vit springare · c1 vit löpare · d1 vit drottning · e1 vit kung · h1 vit torn | a8 svart torn · b8 svart springare · c8 svart löpare · d8 svart drottning · e8 svart kung · f8 svart löpare · h8 svart torn · a7 svart bonde · b7 svart bonde · g7 svart bonde · h7 svart bonde · c6 svart bonde · e6 svart bonde · f6 svart springare · d5 svart bonde · f5 svart bonde · c4 vit bonde · d4 vit bonde · f3 vit springare · g3 vit bonde · a2 vit bonde · b2 vit bonde · e2 vit bonde · f2 vit bonde · g2 vit löpare · h2 vit bonde · a1 vit torn · b1 vit springare · c1 vit löpare · d1 vit drottning · e1 vit kung · h1 vit torn | 5 |
| 4 | a8 svart torn · b8 svart springare · c8 svart löpare · d8 svart drottning · e8 svart kung · f8 svart löpare · h8 svart torn · a7 svart bonde · b7 svart bonde · g7 svart bonde · h7 svart bonde · c6 svart bonde · e6 svart bonde · f6 svart springare · d5 svart bonde · f5 svart bonde · c4 vit bonde · d4 vit bonde · f3 vit springare · g3 vit bonde · a2 vit bonde · b2 vit bonde · e2 vit bonde · f2 vit bonde · g2 vit löpare · h2 vit bonde · a1 vit torn · b1 vit springare · c1 vit löpare · d1 vit drottning · e1 vit kung · h1 vit torn | a8 svart torn · b8 svart springare · c8 svart löpare · d8 svart drottning · e8 svart kung · f8 svart löpare · h8 svart torn · a7 svart bonde · b7 svart bonde · g7 svart bonde · h7 svart bonde · c6 svart bonde · e6 svart bonde · f6 svart springare · d5 svart bonde · f5 svart bonde · c4 vit bonde · d4 vit bonde · f3 vit springare · g3 vit bonde · a2 vit bonde · b2 vit bonde · e2 vit bonde · f2 vit bonde · g2 vit löpare · h2 vit bonde · a1 vit torn · b1 vit springare · c1 vit löpare · d1 vit drottning · e1 vit kung · h1 vit torn | a8 svart torn · b8 svart springare · c8 svart löpare · d8 svart drottning · e8 svart kung · f8 svart löpare · h8 svart torn · a7 svart bonde · b7 svart bonde · g7 svart bonde · h7 svart bonde · c6 svart bonde · e6 svart bonde · f6 svart springare · d5 svart bonde · f5 svart bonde · c4 vit bonde · d4 vit bonde · f3 vit springare · g3 vit bonde · a2 vit bonde · b2 vit bonde · e2 vit bonde · f2 vit bonde · g2 vit löpare · h2 vit bonde · a1 vit torn · b1 vit springare · c1 vit löpare · d1 vit drottning · e1 vit kung · h1 vit torn | a8 svart torn · b8 svart springare · c8 svart löpare · d8 svart drottning · e8 svart kung · f8 svart löpare · h8 svart torn · a7 svart bonde · b7 svart bonde · g7 svart bonde · h7 svart bonde · c6 svart bonde · e6 svart bonde · f6 svart springare · d5 svart bonde · f5 svart bonde · c4 vit bonde · d4 vit bonde · f3 vit springare · g3 vit bonde · a2 vit bonde · b2 vit bonde · e2 vit bonde · f2 vit bonde · g2 vit löpare · h2 vit bonde · a1 vit torn · b1 vit springare · c1 vit löpare · d1 vit drottning · e1 vit kung · h1 vit torn | a8 svart torn · b8 svart springare · c8 svart löpare · d8 svart drottning · e8 svart kung · f8 svart löpare · h8 svart torn · a7 svart bonde · b7 svart bonde · g7 svart bonde · h7 svart bonde · c6 svart bonde · e6 svart bonde · f6 svart springare · d5 svart bonde · f5 svart bonde · c4 vit bonde · d4 vit bonde · f3 vit springare · g3 vit bonde · a2 vit bonde · b2 vit bonde · e2 vit bonde · f2 vit bonde · g2 vit löpare · h2 vit bonde · a1 vit torn · b1 vit springare · c1 vit löpare · d1 vit drottning · e1 vit kung · h1 vit torn | a8 svart torn · b8 svart springare · c8 svart löpare · d8 svart drottning · e8 svart kung · f8 svart löpare · h8 svart torn · a7 svart bonde · b7 svart bonde · g7 svart bonde · h7 svart bonde · c6 svart bonde · e6 svart bonde · f6 svart springare · d5 svart bonde · f5 svart bonde · c4 vit bonde · d4 vit bonde · f3 vit springare · g3 vit bonde · a2 vit bonde · b2 vit bonde · e2 vit bonde · f2 vit bonde · g2 vit löpare · h2 vit bonde · a1 vit torn · b1 vit springare · c1 vit löpare · d1 vit drottning · e1 vit kung · h1 vit torn | a8 svart torn · b8 svart springare · c8 svart löpare · d8 svart drottning · e8 svart kung · f8 svart löpare · h8 svart torn · a7 svart bonde · b7 svart bonde · g7 svart bonde · h7 svart bonde · c6 svart bonde · e6 svart bonde · f6 svart springare · d5 svart bonde · f5 svart bonde · c4 vit bonde · d4 vit bonde · f3 vit springare · g3 vit bonde · a2 vit bonde · b2 vit bonde · e2 vit bonde · f2 vit bonde · g2 vit löpare · h2 vit bonde · a1 vit torn · b1 vit springare · c1 vit löpare · d1 vit drottning · e1 vit kung · h1 vit torn | a8 svart torn · b8 svart springare · c8 svart löpare · d8 svart drottning · e8 svart kung · f8 svart löpare · h8 svart torn · a7 svart bonde · b7 svart bonde · g7 svart bonde · h7 svart bonde · c6 svart bonde · e6 svart bonde · f6 svart springare · d5 svart bonde · f5 svart bonde · c4 vit bonde · d4 vit bonde · f3 vit springare · g3 vit bonde · a2 vit bonde · b2 vit bonde · e2 vit bonde · f2 vit bonde · g2 vit löpare · h2 vit bonde · a1 vit torn · b1 vit springare · c1 vit löpare · d1 vit drottning · e1 vit kung · h1 vit torn | 4 |
| 3 | a8 svart torn · b8 svart springare · c8 svart löpare · d8 svart drottning · e8 svart kung · f8 svart löpare · h8 svart torn · a7 svart bonde · b7 svart bonde · g7 svart bonde · h7 svart bonde · c6 svart bonde · e6 svart bonde · f6 svart springare · d5 svart bonde · f5 svart bonde · c4 vit bonde · d4 vit bonde · f3 vit springare · g3 vit bonde · a2 vit bonde · b2 vit bonde · e2 vit bonde · f2 vit bonde · g2 vit löpare · h2 vit bonde · a1 vit torn · b1 vit springare · c1 vit löpare · d1 vit drottning · e1 vit kung · h1 vit torn | a8 svart torn · b8 svart springare · c8 svart löpare · d8 svart drottning · e8 svart kung · f8 svart löpare · h8 svart torn · a7 svart bonde · b7 svart bonde · g7 svart bonde · h7 svart bonde · c6 svart bonde · e6 svart bonde · f6 svart springare · d5 svart bonde · f5 svart bonde · c4 vit bonde · d4 vit bonde · f3 vit springare · g3 vit bonde · a2 vit bonde · b2 vit bonde · e2 vit bonde · f2 vit bonde · g2 vit löpare · h2 vit bonde · a1 vit torn · b1 vit springare · c1 vit löpare · d1 vit drottning · e1 vit kung · h1 vit torn | a8 svart torn · b8 svart springare · c8 svart löpare · d8 svart drottning · e8 svart kung · f8 svart löpare · h8 svart torn · a7 svart bonde · b7 svart bonde · g7 svart bonde · h7 svart bonde · c6 svart bonde · e6 svart bonde · f6 svart springare · d5 svart bonde · f5 svart bonde · c4 vit bonde · d4 vit bonde · f3 vit springare · g3 vit bonde · a2 vit bonde · b2 vit bonde · e2 vit bonde · f2 vit bonde · g2 vit löpare · h2 vit bonde · a1 vit torn · b1 vit springare · c1 vit löpare · d1 vit drottning · e1 vit kung · h1 vit torn | a8 svart torn · b8 svart springare · c8 svart löpare · d8 svart drottning · e8 svart kung · f8 svart löpare · h8 svart torn · a7 svart bonde · b7 svart bonde · g7 svart bonde · h7 svart bonde · c6 svart bonde · e6 svart bonde · f6 svart springare · d5 svart bonde · f5 svart bonde · c4 vit bonde · d4 vit bonde · f3 vit springare · g3 vit bonde · a2 vit bonde · b2 vit bonde · e2 vit bonde · f2 vit bonde · g2 vit löpare · h2 vit bonde · a1 vit torn · b1 vit springare · c1 vit löpare · d1 vit drottning · e1 vit kung · h1 vit torn | a8 svart torn · b8 svart springare · c8 svart löpare · d8 svart drottning · e8 svart kung · f8 svart löpare · h8 svart torn · a7 svart bonde · b7 svart bonde · g7 svart bonde · h7 svart bonde · c6 svart bonde · e6 svart bonde · f6 svart springare · d5 svart bonde · f5 svart bonde · c4 vit bonde · d4 vit bonde · f3 vit springare · g3 vit bonde · a2 vit bonde · b2 vit bonde · e2 vit bonde · f2 vit bonde · g2 vit löpare · h2 vit bonde · a1 vit torn · b1 vit springare · c1 vit löpare · d1 vit drottning · e1 vit kung · h1 vit torn | a8 svart torn · b8 svart springare · c8 svart löpare · d8 svart drottning · e8 svart kung · f8 svart löpare · h8 svart torn · a7 svart bonde · b7 svart bonde · g7 svart bonde · h7 svart bonde · c6 svart bonde · e6 svart bonde · f6 svart springare · d5 svart bonde · f5 svart bonde · c4 vit bonde · d4 vit bonde · f3 vit springare · g3 vit bonde · a2 vit bonde · b2 vit bonde · e2 vit bonde · f2 vit bonde · g2 vit löpare · h2 vit bonde · a1 vit torn · b1 vit springare · c1 vit löpare · d1 vit drottning · e1 vit kung · h1 vit torn | a8 svart torn · b8 svart springare · c8 svart löpare · d8 svart drottning · e8 svart kung · f8 svart löpare · h8 svart torn · a7 svart bonde · b7 svart bonde · g7 svart bonde · h7 svart bonde · c6 svart bonde · e6 svart bonde · f6 svart springare · d5 svart bonde · f5 svart bonde · c4 vit bonde · d4 vit bonde · f3 vit springare · g3 vit bonde · a2 vit bonde · b2 vit bonde · e2 vit bonde · f2 vit bonde · g2 vit löpare · h2 vit bonde · a1 vit torn · b1 vit springare · c1 vit löpare · d1 vit drottning · e1 vit kung · h1 vit torn | a8 svart torn · b8 svart springare · c8 svart löpare · d8 svart drottning · e8 svart kung · f8 svart löpare · h8 svart torn · a7 svart bonde · b7 svart bonde · g7 svart bonde · h7 svart bonde · c6 svart bonde · e6 svart bonde · f6 svart springare · d5 svart bonde · f5 svart bonde · c4 vit bonde · d4 vit bonde · f3 vit springare · g3 vit bonde · a2 vit bonde · b2 vit bonde · e2 vit bonde · f2 vit bonde · g2 vit löpare · h2 vit bonde · a1 vit torn · b1 vit springare · c1 vit löpare · d1 vit drottning · e1 vit kung · h1 vit torn | 3 |
| 2 | a8 svart torn · b8 svart springare · c8 svart löpare · d8 svart drottning · e8 svart kung · f8 svart löpare · h8 svart torn · a7 svart bonde · b7 svart bonde · g7 svart bonde · h7 svart bonde · c6 svart bonde · e6 svart bonde · f6 svart springare · d5 svart bonde · f5 svart bonde · c4 vit bonde · d4 vit bonde · f3 vit springare · g3 vit bonde · a2 vit bonde · b2 vit bonde · e2 vit bonde · f2 vit bonde · g2 vit löpare · h2 vit bonde · a1 vit torn · b1 vit springare · c1 vit löpare · d1 vit drottning · e1 vit kung · h1 vit torn | a8 svart torn · b8 svart springare · c8 svart löpare · d8 svart drottning · e8 svart kung · f8 svart löpare · h8 svart torn · a7 svart bonde · b7 svart bonde · g7 svart bonde · h7 svart bonde · c6 svart bonde · e6 svart bonde · f6 svart springare · d5 svart bonde · f5 svart bonde · c4 vit bonde · d4 vit bonde · f3 vit springare · g3 vit bonde · a2 vit bonde · b2 vit bonde · e2 vit bonde · f2 vit bonde · g2 vit löpare · h2 vit bonde · a1 vit torn · b1 vit springare · c1 vit löpare · d1 vit drottning · e1 vit kung · h1 vit torn | a8 svart torn · b8 svart springare · c8 svart löpare · d8 svart drottning · e8 svart kung · f8 svart löpare · h8 svart torn · a7 svart bonde · b7 svart bonde · g7 svart bonde · h7 svart bonde · c6 svart bonde · e6 svart bonde · f6 svart springare · d5 svart bonde · f5 svart bonde · c4 vit bonde · d4 vit bonde · f3 vit springare · g3 vit bonde · a2 vit bonde · b2 vit bonde · e2 vit bonde · f2 vit bonde · g2 vit löpare · h2 vit bonde · a1 vit torn · b1 vit springare · c1 vit löpare · d1 vit drottning · e1 vit kung · h1 vit torn | a8 svart torn · b8 svart springare · c8 svart löpare · d8 svart drottning · e8 svart kung · f8 svart löpare · h8 svart torn · a7 svart bonde · b7 svart bonde · g7 svart bonde · h7 svart bonde · c6 svart bonde · e6 svart bonde · f6 svart springare · d5 svart bonde · f5 svart bonde · c4 vit bonde · d4 vit bonde · f3 vit springare · g3 vit bonde · a2 vit bonde · b2 vit bonde · e2 vit bonde · f2 vit bonde · g2 vit löpare · h2 vit bonde · a1 vit torn · b1 vit springare · c1 vit löpare · d1 vit drottning · e1 vit kung · h1 vit torn | a8 svart torn · b8 svart springare · c8 svart löpare · d8 svart drottning · e8 svart kung · f8 svart löpare · h8 svart torn · a7 svart bonde · b7 svart bonde · g7 svart bonde · h7 svart bonde · c6 svart bonde · e6 svart bonde · f6 svart springare · d5 svart bonde · f5 svart bonde · c4 vit bonde · d4 vit bonde · f3 vit springare · g3 vit bonde · a2 vit bonde · b2 vit bonde · e2 vit bonde · f2 vit bonde · g2 vit löpare · h2 vit bonde · a1 vit torn · b1 vit springare · c1 vit löpare · d1 vit drottning · e1 vit kung · h1 vit torn | a8 svart torn · b8 svart springare · c8 svart löpare · d8 svart drottning · e8 svart kung · f8 svart löpare · h8 svart torn · a7 svart bonde · b7 svart bonde · g7 svart bonde · h7 svart bonde · c6 svart bonde · e6 svart bonde · f6 svart springare · d5 svart bonde · f5 svart bonde · c4 vit bonde · d4 vit bonde · f3 vit springare · g3 vit bonde · a2 vit bonde · b2 vit bonde · e2 vit bonde · f2 vit bonde · g2 vit löpare · h2 vit bonde · a1 vit torn · b1 vit springare · c1 vit löpare · d1 vit drottning · e1 vit kung · h1 vit torn | a8 svart torn · b8 svart springare · c8 svart löpare · d8 svart drottning · e8 svart kung · f8 svart löpare · h8 svart torn · a7 svart bonde · b7 svart bonde · g7 svart bonde · h7 svart bonde · c6 svart bonde · e6 svart bonde · f6 svart springare · d5 svart bonde · f5 svart bonde · c4 vit bonde · d4 vit bonde · f3 vit springare · g3 vit bonde · a2 vit bonde · b2 vit bonde · e2 vit bonde · f2 vit bonde · g2 vit löpare · h2 vit bonde · a1 vit torn · b1 vit springare · c1 vit löpare · d1 vit drottning · e1 vit kung · h1 vit torn | a8 svart torn · b8 svart springare · c8 svart löpare · d8 svart drottning · e8 svart kung · f8 svart löpare · h8 svart torn · a7 svart bonde · b7 svart bonde · g7 svart bonde · h7 svart bonde · c6 svart bonde · e6 svart bonde · f6 svart springare · d5 svart bonde · f5 svart bonde · c4 vit bonde · d4 vit bonde · f3 vit springare · g3 vit bonde · a2 vit bonde · b2 vit bonde · e2 vit bonde · f2 vit bonde · g2 vit löpare · h2 vit bonde · a1 vit torn · b1 vit springare · c1 vit löpare · d1 vit drottning · e1 vit kung · h1 vit torn | 2 |
| 1 | a8 svart torn · b8 svart springare · c8 svart löpare · d8 svart drottning · e8 svart kung · f8 svart löpare · h8 svart torn · a7 svart bonde · b7 svart bonde · g7 svart bonde · h7 svart bonde · c6 svart bonde · e6 svart bonde · f6 svart springare · d5 svart bonde · f5 svart bonde · c4 vit bonde · d4 vit bonde · f3 vit springare · g3 vit bonde · a2 vit bonde · b2 vit bonde · e2 vit bonde · f2 vit bonde · g2 vit löpare · h2 vit bonde · a1 vit torn · b1 vit springare · c1 vit löpare · d1 vit drottning · e1 vit kung · h1 vit torn | a8 svart torn · b8 svart springare · c8 svart löpare · d8 svart drottning · e8 svart kung · f8 svart löpare · h8 svart torn · a7 svart bonde · b7 svart bonde · g7 svart bonde · h7 svart bonde · c6 svart bonde · e6 svart bonde · f6 svart springare · d5 svart bonde · f5 svart bonde · c4 vit bonde · d4 vit bonde · f3 vit springare · g3 vit bonde · a2 vit bonde · b2 vit bonde · e2 vit bonde · f2 vit bonde · g2 vit löpare · h2 vit bonde · a1 vit torn · b1 vit springare · c1 vit löpare · d1 vit drottning · e1 vit kung · h1 vit torn | a8 svart torn · b8 svart springare · c8 svart löpare · d8 svart drottning · e8 svart kung · f8 svart löpare · h8 svart torn · a7 svart bonde · b7 svart bonde · g7 svart bonde · h7 svart bonde · c6 svart bonde · e6 svart bonde · f6 svart springare · d5 svart bonde · f5 svart bonde · c4 vit bonde · d4 vit bonde · f3 vit springare · g3 vit bonde · a2 vit bonde · b2 vit bonde · e2 vit bonde · f2 vit bonde · g2 vit löpare · h2 vit bonde · a1 vit torn · b1 vit springare · c1 vit löpare · d1 vit drottning · e1 vit kung · h1 vit torn | a8 svart torn · b8 svart springare · c8 svart löpare · d8 svart drottning · e8 svart kung · f8 svart löpare · h8 svart torn · a7 svart bonde · b7 svart bonde · g7 svart bonde · h7 svart bonde · c6 svart bonde · e6 svart bonde · f6 svart springare · d5 svart bonde · f5 svart bonde · c4 vit bonde · d4 vit bonde · f3 vit springare · g3 vit bonde · a2 vit bonde · b2 vit bonde · e2 vit bonde · f2 vit bonde · g2 vit löpare · h2 vit bonde · a1 vit torn · b1 vit springare · c1 vit löpare · d1 vit drottning · e1 vit kung · h1 vit torn | a8 svart torn · b8 svart springare · c8 svart löpare · d8 svart drottning · e8 svart kung · f8 svart löpare · h8 svart torn · a7 svart bonde · b7 svart bonde · g7 svart bonde · h7 svart bonde · c6 svart bonde · e6 svart bonde · f6 svart springare · d5 svart bonde · f5 svart bonde · c4 vit bonde · d4 vit bonde · f3 vit springare · g3 vit bonde · a2 vit bonde · b2 vit bonde · e2 vit bonde · f2 vit bonde · g2 vit löpare · h2 vit bonde · a1 vit torn · b1 vit springare · c1 vit löpare · d1 vit drottning · e1 vit kung · h1 vit torn | a8 svart torn · b8 svart springare · c8 svart löpare · d8 svart drottning · e8 svart kung · f8 svart löpare · h8 svart torn · a7 svart bonde · b7 svart bonde · g7 svart bonde · h7 svart bonde · c6 svart bonde · e6 svart bonde · f6 svart springare · d5 svart bonde · f5 svart bonde · c4 vit bonde · d4 vit bonde · f3 vit springare · g3 vit bonde · a2 vit bonde · b2 vit bonde · e2 vit bonde · f2 vit bonde · g2 vit löpare · h2 vit bonde · a1 vit torn · b1 vit springare · c1 vit löpare · d1 vit drottning · e1 vit kung · h1 vit torn | a8 svart torn · b8 svart springare · c8 svart löpare · d8 svart drottning · e8 svart kung · f8 svart löpare · h8 svart torn · a7 svart bonde · b7 svart bonde · g7 svart bonde · h7 svart bonde · c6 svart bonde · e6 svart bonde · f6 svart springare · d5 svart bonde · f5 svart bonde · c4 vit bonde · d4 vit bonde · f3 vit springare · g3 vit bonde · a2 vit bonde · b2 vit bonde · e2 vit bonde · f2 vit bonde · g2 vit löpare · h2 vit bonde · a1 vit torn · b1 vit springare · c1 vit löpare · d1 vit drottning · e1 vit kung · h1 vit torn | a8 svart torn · b8 svart springare · c8 svart löpare · d8 svart drottning · e8 svart kung · f8 svart löpare · h8 svart torn · a7 svart bonde · b7 svart bonde · g7 svart bonde · h7 svart bonde · c6 svart bonde · e6 svart bonde · f6 svart springare · d5 svart bonde · f5 svart bonde · c4 vit bonde · d4 vit bonde · f3 vit springare · g3 vit bonde · a2 vit bonde · b2 vit bonde · e2 vit bonde · f2 vit bonde · g2 vit löpare · h2 vit bonde · a1 vit torn · b1 vit springare · c1 vit löpare · d1 vit drottning · e1 vit kung · h1 vit torn | 1 |
|   | a | b | c | d | e | f | g | h |   |

I stonewallvarianten tar svart på sig ett hål på e5 och en instängd vitfältslöpare. I gengäld får han ett starkt centrum och möjlighet att spela på kungsflygeln. Den vanligaste dragföljden är:
2.g3 Sf6 3.Lg2 e6 4.c4 d5 5.Sf3 c6 6.0–0 Ld6 7.b3 De7
Vit vill gärna byta av svartfältslöparna med La3 eller Lf4 och syftet med 7...De7 är att förhindra 8.La3. Vit sätter normalt en springare på e5 och spelar sen på damflygeln. Svart utvecklar numera oftast sin löpare med ...b6 följt av ...Lb7 eller ...La6 (förr var Ld7-e8-h5 vanligt).

### Övriga varianter
Bland övriga, ovanligare, varianter märks:
- 2.Sc3 Sf6 3.Lg5
- 2.e4 fxe4 3.Sc3 Sf6 (Stauntongambit)

## Partiexempel
Vit: George Walker 
Svart: Pierre Charles Fournier de Saint Amant
London 1836
1.d4 f5 2.c4 Sf6 3.Sc3 d6 4.Sf3 e6 5.e3 Le7 6.Ld3 O-O 7.O-O c6 8.Lc2 d5 9.cxd5 cxd5 10.Ld2 Sc6 11.De2 a6 12.a3 Ld6 13.b4 Se4 14.b5 Sxc3 15.Lxc3 axb5 16.Dxb5 Txa3 17.Txa3 Lxa3 18.Ta1 Ld6 19.Ld3 Dc7 20.Ld2 Ld7
21.Db3 Tb8 22.Tc1 Ta8 23.Se5 Lxe5 24.dxe5 g6 25.f4 Db8 26.Tb1 Lc8 27.Db6 Da7 28.Dc7 d4 29.e4 fxe4 30.f5 Db8 31.Dxb8 Sxb8 32.Lxe4 gxf5 33.Lxb7 Lxb7 34.Txb7 Ta1 35.Kf2 Sc6 36.Lh6 Sxe5 37.Tg7 Kh8 38.h3 Ta2 
39.Kg3 f4 40.Kxf4 Sf7 41.Txf7 Tf2 42.Ke4 Txf7 43.Kxd4 Tf6 0-1